# Lophophanes
Lophophanes là một chi chim trong họ Paridae.

## Các loài
| Hình ảnh | Tên khoa học          | Tên thông dụng | Phân bổ              |
| -------- | --------------------- | -------------- | -------------------- |
|          | Lophophanes cristatus |                | Trung và Bắc Âu      |
|          | Lophophanes dichrous  |                | Trung Nam Trung Quốc |